# Årdalstangen
Årdalstangen è un centro abitato della Norvegia, situato nella municipalità di Årdal, nella contea di Vestland. È il centro amministrativo del comune.

## Geografia
La cittadina è situata su uno stretto istmo pianeggiante situato nella parte terminale dello Årdalsfjorden, un fiordo laterale dello Sognefjord, l'istmo separa il fiordo dal lago Årdalsvatnet.

## Economia
La cittadina è un importante polo per la lavorazione dell'alluminio, la norvegese Norsk Hydro vi ha un impianto di produzione.

## Monumenti ed attrazioni
La chiesa di Årdalstangen è stata progettata dall'architetto Christian Christie e risale al 1867.
Ogni anno si svolge il Målrock, un festival pop e rock nelle lingue norvegesi.